# Meu Marido
Meu Marido é uma minissérie brasileira produzida pela TV Globo e exibida de 7 a 17 de maio de 1991, em 8 capítulos.
Escrita por Euclydes Marinho e Lula Campello Torres e com direção geral de Walter Lima Jr. Contou com Nuno Leal Maia, Elizabeth Savalla, Imara Reis e Vicente Barcellos nos papéis principais.

## Sinopse
Carlos Zanata, homem íntegro, pai de família, acusado de porte de cocaína. Tudo acontece quando ele estava de passagem pelo Rio de Janeiro na noite de Natal, ansioso para rever a família que o esperava para a ceia. Mas, antes mesmo de entrar em casa, é abordado pela polícia. Quando revistam o carro, acham sacos de cocaína dentro do estofamento do veículo, Carlos é preso em flagrante e Maria, sua esposa, luta para inocentá-lo. Casados há muito tempo, Carlos e Maria, juntamente, com os filhos pequenos Raul e Aline, formam uma família feliz. 
Ele é um funcionário público ideal e, ela, uma mulher ativa e moderna. Contratada para defender o caso, a advogada Carmem acaba se envolvendo amorosamente com seu cliente. O caso ganha as páginas dos jornais e Maria é perseguida pela imprensa. Ela encontra, no jornalista Bruno, um aliado para ajudá-la a provar a inocência do marido.
Tudo indica que Carlos foi vítima de um engano. Porém, no decorrer da história, começam a ser revelados indícios capazes de colocar sua integridade e inocência em questão.

## Elenco
- Elizabeth Savalla - Maria Zanata
- Nuno Leal Maia - Carlos Zanata
- Imara Reis - Carmem
- Vicente Barcellos - Bruno
- Rafael Salgado - Raul Zanata
- Juliana Sileman - Aline Zanata/Juliana
- Vanda Lacerda - D Edite
- Henri Pagnoncelli - Artur
- Guida Vianna - Alice
- João Acaiabe - Sebastian
- Buza Ferraz - Garcia
- Nelson Dantas - Max Monteiro
- Jalusa Barcellos - Sílvia
- Liana Duval - Helena
- Antônio Grassi - Claudio
- Bel Kutner - Gabi
- Ana Jansen - Valentina
- Floriano Peixoto - homem de terno
- Roney Vilella - Papai Noel e Tatuado
- Mário Roberto - André
- Roberto Brajterman - Nelson
- Roberto Lopes - Victor
- Waldemar Berditchevski - Dr Gilberto
- Sandrão - Balelé
- Bernardo Jablonski - Jorge
- Edson Guimarães - Delegado José
- Evandro Leandro - assistente de Bruno
- Flávio Santiago - delegado
- Gisela Sá - Sônia
- Helena Ignez - promotora
- José Lewgoy - Pedro Américo
- Lilian Fernandes - Tia Laura
- Luiz Ernesto Vital Brasil
- Márcio Augusto - Dr Rodrigo
- Otávio Augusto - Rubens
- Pituca - Presidente do Tribunal
- Romeu Evaristo - Pinduca
- Severino Sotero - Mete-Bronca
- Tonico Pereira - Dr Jarbas